# خرمن (فیلم ۲۰۱۳)
خرمن (انگلیسی: The Harvest) فیلمی در ژانر ترسناک به کارگردانی جان مک‌ناتن است که در سال ۲۰۱۳ منتشر شد. از بازیگران آن می‌توان به مایکل شنون و پیتر فوندا اشاره کرد.